# Szentimrefalva
Szentimrefalva is een plaats (község) en gemeente in het Hongaarse comitaat Veszprém. Szentimrefalva telt 225 inwoners (2001).